# Діно Бруні
Діно Бруні (італ. Dino Bruni, 13 квітня 1932) — італійський велогонщик.
Срібний призер Олімпійських Ігор 1952 року в командній шосейній гонці, учасник 1956 року.
Бронзовий призер Чемпіонату світу з велоперегонів на шосе 1955 року в аматорській груповій шосейній гонці.